# Enrique I de Borbón-Condé
Enrique I de Borbón, segundo príncipe de Condé (La Ferté-sous-Jouarre, 29 de diciembre de 1552 – Saint-Jean-d'Angély, 5 de marzo de 1588), fue uno de los líderes protestantes durante las Guerras de Religión de Francia. Era hijo de Luis I de Borbón-Condé y de su primera esposa Leonor de Roucy de Roye.

## Biografía
Siendo hijo de Luis de Borbón, primer príncipe de Condé, Enrique es educado en una familia de convicciones calvinistas. Primo del rey de Navarra (el futuro Enrique IV), combatió al lado de este contra las tropas católicas de los reyes Carlos IX de Francia y Enrique III de Francia. 
Se casó con María de Clèves en 1572 en el castillo de Blandy-les-Tours, una semana antes de la boda de su primo con la princesa Margarita de Francia, hermana del rey. Al estar en París durante la masacre de San Bartolomé, en agosto de 1572, Condé se vio obligado y coaccionado a abjurar de su religión. Calvinista ferviente (era amigo de Teodoro de Beza), apenas dos años más tarde renegó de la religión católica.
Tras huir de la corte, se pone a la cabeza del ejército protestante durante la cuarta, quinta y sexta guerras de religión. Más implicado en los asuntos religiosos que el rey de Navarra, aparece como el verdadero líder de los protestantes, lo que hace que ciertas fricciones se produzcan con su primo. Pero frente a la amenaza católica, los dos primos se ven obligados a aliarse y combaten juntos en la batalla de Coutras en 1587. Gobernador de Picardía, el príncipe de Condé no es apreciado por los católicos de esa región que por oposición forman así las primeras ligas católicas.
Casado en segundas nupcias con Charlotte de La Trémoille, su muerte repentina en 1588 hizo que su mujer fuera acusada de haberle envenenado tras haberle sido infiel. Ésta dio a luz a un hijo póstumo en la cárcel, Enrique de Borbón y La Trémoille, y fue liberada 7 años más tarde gracias a una decisión judicial del Parlamento de París que la declaró inocente.

### Matrimonio e hijos
En primeras nupcias se casó con María de Cleves, hija del duque Francisco de Nevers y de Margarita de Vendôme, la hermana del padre de Enrique IV de Francia. De esta unión nació solo un hijo, dado que María moriría por complicaciones del parto.
- Catalina de Borbón (1574-1595), marquesa de Islas.

Luego se volvió a casar, esta vez con Carlota Catalina de La Trémoille (1568-1629), nieta del duque Anne de Montmorency. Tendrían dos hijos:
- Leonor de Borbón (1587-1619), casada con Felipe de Orange-Nassau.
- Enrique de Borbón (1588-1646), después príncipe de Condé.